# Batva
Batva je mjesna zajednica grada Tuzle.

## Zemljopisni položaj
Oko Batva su Tušanj, Dragodol, Slatina, Paša bunar i Irac. 

## Stanovništvo
Spada u urbano područje općine Tuzle. U njoj je 31. prosinca 2006. godine prema statističkim procjenama živjelo 12.000 stanovnika u 4.000 domaćinstava.